# 蘭德爾嶺
71°44′S 64°38′W / 71.733°S 64.633°W
蘭德爾嶺（英語：Randall Ridge），是南極洲的山嶺，位於帕爾默地，處於古斯里奇冰原島峰北面，屬於古滕科山脈的一部分，美國地質調查局在1974年繪入地圖，以該國空軍上尉命名，現時由南極條約體系管理。